# Ommatospila
Ommatospila là một chi bướm đêm thuộc họ Crambidae. Chúng có thể thấy ở miền nam Hoa Kỳ, Nam Mỹ và một số quần đảo Caribe, như Antilles và Jamaica.

## Các loài
- Ommatospila decoralis (Guenée, 1854)
- Ommatospila descriptalis (Walker, 1866)
- Ommatospila narcaeusalis (Walker, 1859)